# NGC 5140
NGC 5140 ist eine 11,8 mag helle linsenförmige Galaxie mit aktivem Galaxienkern vom Hubble-Typ E/SB0 im Sternbild Zentaur und etwa 167 Millionen Lichtjahre von der Milchstraße entfernt.
Sie wurde am 1. Mai 1834 von John Herschel mit einem 18-Zoll-Spiegelteleskop entdeckt, der dabei „pF, R, glbM, 25 arcseconds“ notierte.